# Liste des accidents ferroviaires en France en 1915
Pour des articles plus généraux, voir Liste des accidents ferroviaires en France, Liste des accidents ferroviaires en France au XXe siècle et Liste des accidents ferroviaires en France dans les années 1910.
La liste des accidents ferroviaires en France en 1915, est une liste non exhaustive, chronologique.

## Janvier
- 10 janvier 1915 - Après des pluies torrentielles, sur la ligne de Saint-Jean-Pied-de-Port à Bayonne, vers 6 heures 30, deux kilomètres après son départ, un train de voyageurs pour Bayonne transportant surtout des militaires de retour de permission déraille sur un amas de terres déposées sur la voie par un glissement de terrain. Le mécanicien, le chauffeur et un soldat sont tués, trois voyageurs sont blessés[1].
- 16 janvier 1915 - Au Havre, le soir, à un passage à niveau du Boulevard de Harfleur, un tramway bondé est percuté par un train de marchandises manœuvrant en marche arrière du port à la gare de triage. La collision fait trois morts et treize blessés[2]. Compte tenu de l'époque, les deux hommes d'équipe et le garde-barrière responsables de l'accident seront traduits devant le Conseil de guerre qui les condamnera à des peines de six mois à huit jours de prison pour homicide involontaire[3].

## Mars
- 15 mars 1915 - Près de la gare de Noisy-le-Sec, vers 20 heures, un train de banlieue pour Gretz est pris en écharpe par un train de marchandises parti de Vaires-Torcy pour Argenteuil. L'accident, dû à la négligence d'un lampiste auxiliaire ayant omis d'allumer les lampes d'un signal, fera une dizaine de blessés, dont l'un succombera peu après[4].

## Mai
- 18 mai 1915 - Vers 3 heures, sur la ligne de Nantes à Saintes, près de la gare de Mouillepied, l'express Nantes-Bordeaux déraille après avoir heurté à 60 km/h une cheminée de navire tombée du wagon de queue du train de marchandises le précédant. Le fourgon de tête, le wagon poste et la première voiture s'écrasent contre la locomotive renversée. Un postier ambulant est tué, et quatre de ses collègues ainsi que le mécanicien, le chauffeur, le chef de train et quatre voyageurs sont blessés[5].

## Septembre
- 2 septembre 1915 - Vers 22 heures, en gare d'Argenteuil, une rame vide en manœuvre prend en écharpe un train de marchandises se dirigeant vers la gare des Batignolles. Un sous-chef de gare dirigeant l'opération juché sur un marchepied est écrasé entre deux wagons et succombe peu après[6].

## Octobre
- 19 octobre 1915 - Sur la ligne de Roanne à Saint-Étienne, vers 5 heures 30, après une rupture d'attelage, sept voitures d'un train spécial bondé de soldats permissionnaires ou convalescents se rendant à Saint-Étienne partent en arrière dans la rampe montant de Roanne vers Balbigny, entre les gares de Saint-Cyr-de-Favières et de Vendranges-Saint-Priest. Entraîné par sa vitesse, le convoi en dérive, dont un certain nombre d'occupants ont déjà sauté en marche, quitte les rails dans une courbe et s'écrase dans un ravin. Compte tenu de la censure exercée à l'époque[7], le chiffre exact des victimes restera assez incertain: il a été au moins de dix-sept pour les morts, et d'une quarantaine pour les blessés[8].

## Décembre
- 14 décembre 1915 - Sur la Ligne de Bourges à Miécaze, à l'entrée de Montluçon, au triage situé près de la gare d'eau du Canal du Berry, l'express Paris-Aurillac/Neussargues déraille sur un aiguillage. Six voitures se renversent, écrasant une guérite abritant des hommes d'équipe de la gare. L'un d'eux est tué, trois autres sont blessés. Dans le train, un soldat est tué, six autres et deux civils sont blessés[9].